# Старіков Юрій Володимирович
Юрій Володимирович Старіков (рос. Юрий Владимирович Стариков; нар. 25 жовтня 1957, Кіров, РРФСР) — радянський футболіст, захисник та півзахисник. Зіграв 8 матчів у вищій лізі СРСР.

## Життєпис
Вихованець футбольної секції «Трудові резерви» (Кіров), перший тренер — Борис Миколайович Улітін. У 1975 році виступав за юнацьку збірну РРФСР.
На дорослому рівні дебютував у 1975 році в складі ульяновської «Волги» в другій лізі. З 1976 року грав у складі кіровського «Динамо», також у другій лізі. У 1979—1980 роках виступав у першій лізі за «Уралмаш». По ходу сезону 1980 року повернувся до Кірова й у 1981 році став разом з командою переможцем зонального турніру другої ліги, наступні два сезони грав у першій лізі.
В кінцівці сезону 1983 року перейшов у московське «Динамо» й зіграв один матч за дубль. В основі біло-блакитних дебютував вже в новому сезоні — 21 листопада 1984 року в матчі Кубку СРСР проти кишинівського «Ністру». У вищій лізі перший матч зіграв 10 березня 1984 року проти бакинського «Нефтчі». Всього у складі «Динамо» зіграв 8 матчів у чемпіонаті та три — у Кубку і вже в травні 1984 року пішов з команди. Став володарем Кубка СРСР 1984 года, але у фінальному матчі не грав.
Після відходу з московського «Динамо» протягом чотирьох сезонів виступав за запорізький «Металург», а наприкінці кар'єри півсезону провів у запорізькому «Торпедо». Завершив спортивну кар'єру у віці 31 року.
Всього на рівні команд майстрів зіграв понад 430 матчів, в тому числі 237 — у складі кіровського «Динамо».